# Nya sånger
Nya sånger är en psalmbok vars första samling publicerades 1932, utgiven på Kåbes förlag i Uddevalla. Den användes inom olika frikyrkliga samfund, såsom Svenska missionsförbundet, Frälsningsarmén och Svenska baptistsamfundet. Arbetsgruppen bakom böckerna var Elsa Eklund, Nathanael Cronsioe och Herbert Brander som också stod bakom de flesta av sångerna.Syftet med Nya sånger var att förse musikföreningar med sång- och spelbara psalmer. Samma arbetsgrupp stod också bakom Tempeltoner, vilken riktade sig direkt till körsångare. Totalt utgavs i Nya sånger i de sju första häftena 175 sångtexter med noter. Det 8:e häftet utgavs våren 1939 och samtliga utgavs efterhand först utgivna var för sig och därefter inbundna i klotband med fyra häften i vardera inbundna. Även Nya sånger 1-4 och Nya sånger 5-8 återutgavs i två samlingsvolymer. Fram till 1957 utgavs 465 psalmer i 20 mindre häften. 
- Första samlingen (Nya sånger 1932)
- Andra samlingen (Nya sånger 1933)
- Tredje samlingen (Nya sånger 1934)
- Fjärde samlingen (Nya sånger 1935)
- Femte samlingen (Nya sånger 1936)
- Sjätte samlingen (Nya sånger 1937)

## Första samlingen (Nya sånger 1932)
| Nr | Första textrad                               | Alternativ titel             | Psalmförfattare    | Koralkompositör               |
| -- | -------------------------------------------- | ---------------------------- | ------------------ | ----------------------------- |
| 1  | Fattig och sorgsen en gång jag gick          | Nu är min synd förlåten      | Elsa Eklund        | Elsa Eklund                   |
| 2  | Lyckan, som jag länge sökt                   | Lyckan finns blott hos Jesus | Nathanael Cronsioe | Nathanael Cronsioe            |
| 3  | Jag älskar den genomstungna handen           | Den genomstungna handen      | Herbert Brander    | Herbert Brander               |
| 4  | Bortom stjärnehärens värld                   | -                            | Elsa Eklund        | Elsa Eklund                   |
| 5  | Det finns liv, det finns frid                | Han kan trösta               | Nathanael Cronsioe | Nathanael Cronsioe            |
| 6  | Herren är min herde, som mig leder varje dag | -                            | Nathanael Cronsioe | Nathanael Cronsioe            |
| 7  | När det en gång emot afton lider             | Skall det bli ljust          | Elsa Eklund        | Elsa Eklund                   |
| 8  | När igenom öknar går min pilgrimsgång        | Alla mina källor äro i dig   | Herbert Brander    | Herbert Brander               |
| 9  | Sök icke längre i världen din fröjd          | Sök, och du finner           | Nathanael Cronsioe | Nathanael Cronsioe            |
| 10 | Bort från jordlivets kval och ve             | De saligas land              | Elsa Eklund        | Elsa Eklund                   |
| 11 | Dag för dag min Jesus är när                 | -                            | Nathanael Cronsioe | Nathanael Cronsioe            |
| 12 | Eld som brinner, eld som flammar             | -                            | Einar Karlsson     | Herbert Brander               |
| 13 | Till en värld i mörker sänkt                 | Han har kommit               | Elsa Eklund        | Elsa Eklund                   |
| 14 | O säg, vart leder vägen                      | Vägen                        | Elsa Eklund        | Elsa Eklund                   |
| 15 | Önskar du att nå en gång                     | Mot löftets land             | Herbert Brander    | norsk melodi arr: Elsa Eklund |
| 16 | Gå fram, min själ, med makt                  | -                            | Nathanael Cronsioe | Nathanael Cronsioe            |
| 17 | O, jag längtar outsägligt                    | Brudens längtan              | Einar Karlsson     | Herbert Brander               |
| 18 | Uti en värld, där sorger bo                  | Ära ske Gud                  | Elsa Eklund        | Elsa Eklund                   |
| 19 | Hemåt vi vandra till himmelens land          | Går du med                   | Nathanael Cronsioe | Nathanael Cronsioe            |
| 20 | Du som vandrar fjärran från din Faders hus   | Lämna dig i Frälsarens hand  | Herbert Brander    | Herbert Brander               |
| 21 | O vilken fröjd, att här få tjäna             | -                            | Elsa Eklund        | Elsa Eklund                   |
| 22 | Min natt förbytts i solig dag                | Jesus, min rikedom           | Nathanael Cronsioe | Nathanael Cronsioe            |
| 23 | Nattliga skuggorna längas allt mer           | Evighetsmorgonen             | Herbert Brander    | Herbert Brander               |
| 24 | Broder, du som plats uti ledet tagit         | Se ej tillbaka               | Elsa Eklund        | Elsa Eklund                   |
| 25 | Hur stormar rasa och vågor slå               | O kors, jag hälsar dig       | Herbert Brander    | Herbert Brander               |

## Andra samlingen (Nya sånger 1933)
I första upplagan var numreringen i den andra samlingen från 1-24, men detta ändrades till den andra upplagan som utgavs i januari 1934 "med tanke på fortsatt utgivande av sångsamlingen". 
| Nr | Första textrad                                 | Alternativ titel                  | Psalmförfattare                        | Koralkompositör              |
| -- | ---------------------------------------------- | --------------------------------- | -------------------------------------- | ---------------------------- |
| 26 | Härliga morgon som randas en gång!             | Himmel för mig                    | Elsa Eklund                            | Elsa Eklund                  |
| 27 | Klädd i helig skrud en lycklig skara           | En helig skara                    | Nathanael Cronsioe                     | Nathanael Cronsioe           |
| 28 | O Herre, jag tröttnat att vandra               | Helt                              | Herbert Brander                        | Herbert Brander              |
| 29 | Du Guds lilla här, som till striden gått       | Frukta ej!                        | Elsa Eklund                            | Elsa Eklund                  |
| 30 | Blicka uppåt, du sorgsne broder                | -                                 | Nathanael Cronsioe                     | Nathanael Cronsioe           |
| 31 | O Fader, tag min hand den svaga                | -                                 | Elsa Eklund                            | Elsa Eklund                  |
| 32 | Låt mig få en stilla stund med Jesus           | En stund med Jesus                | Elsa Eklund                            | Elsa Eklund                  |
| 33 | Gode herde, led du mig!                        | -                                 | Nathanael Cronsioe                     | Nathanael Cronsioe           |
| 34 | Är det sant, som mången säger                  | Pröva själv!                      | Herbert Brander                        | Herbert Brander              |
| 35 | När du oro känner                              | Lita blott på Jesus!              | Nathanael Cronsioe                     | Nathanael Cronsioe           |
| 36 | Gränslösa nåd                                  | -                                 | Herbert Brander                        | Martin Karlsson (kompositör) |
| 37 | Kristi kämpaskara                              | -                                 | Viktor Lövgren                         | Viktor Lövgren               |
| 38 | Förundrad jag stod invid kärlekens hav         | Kärlekens hav                     | Nathanael Cronsioe                     | Nathanael Cronsioe           |
| 39 | Tryckt utav synd och smärta                    | Klagan förbytts i jubelsång       | Nathanael Cronsioe                     | Nathanael Cronsioe           |
| 40 | Uti öknen, långt från fadershuset sköna        | Kom hem!                          | Elsa Eklund                            | Elsa Eklund                  |
| 41 | Herre, lär mig följa dig                       | Bön                               | Herbert Brander                        | Herbert Brander              |
| 42 | Tiden flyr, minuterna försvinna                | Skall porten öppnas?              | Elsa Eklund                            | Elsa Eklund                  |
| 43 | Det bor i mitt hjärta en underbar frid         | Underbar frid                     | Nathanael Cronsioe                     | Nathanael Cronsioe           |
| 44 | Underbar nåd av Jesus                          | -                                 | Haldor Lilienas övers. Herbert Brander | Haldor Lilienas              |
| 45 | Sänd, o Herre, en våg ifrån Golgata höjd       | Sänd den härliga kraften          | Elsa Eklund                            | Elsa Eklund                  |
| 46 | Över stormig våg, ibland mörka skär            | Lägg ditt liv i frälsarens händer | Herbert Brander                        | Herbert Brander              |
| 47 | Trött av den fruktlösa kampen                  | O, vad fröjd!                     | Elsa Eklund                            | Elsa Eklund                  |
| 48 | Ifrån jordlivets natt med dess sorger och kval | Pilgrimsskaran                    | Elsa Eklund                            | Elsa Eklund                  |
| 49 | Livet, säg mig, vad är det?                    | Livet                             | Mary Erikson                           | Herbert Brander              |

## Sjätte samlingen (Nya sånger 1937)
| Nr  | Första textrad                           | Alternativ titel             | Psalmförfattare                           | Koralkompositör    |
| --- | ---------------------------------------- | ---------------------------- | ----------------------------------------- | ------------------ |
| 127 | Fastän stormen gnyr                      | Mot himmelen                 | Herbert Brander                           | Viktor Lövgren     |
| 128 | Du sorgsna själ                          | Allt kan bli nytt            | Elsa Eklund                               | Elsa Eklund        |
| 129 | Går du tyngd av skuld och samvetskval    | När Guds strömmar flyta fram | Herbert Brander                           | Herbert Brander    |
| 130 | Själ, du som tynges av smärta och nöd    | Sjung i tro                  | Werner Skibsted övers: Ruben Nyström      | Werner Skibsted    |
| 131 | Hör, o Fader                             | -                            | Elsa Eklund                               | Elsa Eklund        |
| 132 | Uppå korsets stam                        | I det djupa hav              | Charles H. Gabriel övers: Herbert Brander | Ch. H. Gabriel     |
| 133 | Ifrån all himlens skönhet och prakt      | Oändlig kärlek               | Gunvor Haag                               | Gunvor Haag        |
| 134 | Sjungen till Herrens ära                 | -                            | Elsa Eklund                               | Elsa Eklund        |
| 135 | Allt är fåfängt                          | Han är här                   | Herbert Brander                           | Herbert Brander    |
| 136 | Du, som är trött av syndens tunga börda  | Kom till Jesus               | Nathanael Cronsioe                        | Nathanael Cronsioe |
| 137 | Från Egypten Guds folk drog ut en gång   | Som en eldstod               | C A Miles övers: Herbert Brander          | C A Miles          |
| 138 | När solen sjunker uti västerled          | -                            | Elsa Eklund                               | Elsa Eklund        |
| 139 | En jublande sång till hans ära           | -                            | Elsa Eklund                               | Elsa Eklund        |
| 140 | Hos Gud är makten                        | Tro på Gud                   | Nathanael Cronsioe                        | Nathanael Cronsioe |
| 141 | Säg, vill du ej giva ditt hjärta         | Stäng ej ditt hjärta         | Johan Vallin                              | Johan Vallin       |
| 142 | Mången genom världen                     | En glädjesång                | Herbert Brander                           | Herbert Brander    |
| 143 | Underbar kraft som en gåva från Gud      | -                            | Elsa Eklund                               | Elsa Eklund        |
| 144 | När sig solen döljer i moln och i dimma  | Hemlandssång                 | Elsa Eklund                               | Elsa Eklund        |
| 145 | När du i stormens brus                   | I stormen                    | Elsie Ahlwén                              | Viktor Hedgren     |
| 146 | Från hemmets lugna, trygga härd          | Kom hem, mitt barn           | Elsa Eklund                               | Elsa Eklund        |
| 147 | I forna dar gick Jesus fram              | Jesus går fram               | Herbert Brander                           | Herbert Brander    |
| 148 | Allt närmare korset, dess marter och sår | Närmare korset               | Elsa Eklund                               | Harald Johansson   |
| 149 | Snart vi lyftas ifrån jord               | Halleluja, vilken dag        | Alfons Karlsson                           | Alfons Karlsson    |
| 150 | Själ, du som längtar bli frälst idag     | Kom, skynda till Jesus fram  | Alfons Karlsson                           | Alfons Karlsson    |
| 151 | Snart den sälla dagen skall randas       | -                            | Elsa Eklund                               | Elsa Eklund        |

## Sjunde samlingen (Nya sånger 1938)
Sånger nr 152-175

## Åttonde samlingen (Nya sånger 1939)
Sånger nr 176-200

## Nionde samlingen (Nya sånger 1940)
Sånger nr 201-222

## Tionde samlingen (Nya sånger 1941)
Sånger nr 223-244

## Elfte samlingen (Nya sånger 1942)
Sånger nr 245-268

## Tolfte samlingen (Nya sånger 1943)
Sånger nr 269-293

## Trettonde samlingen (okänt år)
Sånger nr 294-317

## Fjortonde samlingen (Nya sånger 1944)
Sånger nr 318-340

## Femtonde samlingen (Nya sånger 1946)
Sånger nr 341-363

## Sextonde samlingen (Nya sånger 1947)
Sånger nr 364-380

## Sjuttonde samlingen (Nya sånger 1948)
Sånger nr 381-399

## Artonde samlingen (Nya sånger 1950)
Sånger nr 400-422

## Nittonde samlingen (Nya sånger 1953/54)
Sånger nr 423-446

## Tjugonde samlingen (Nya sånger 1957)
Sånger nr 447-465